# Punjab FC
Der Punjab Football Club, ehemals RoundGlass Punjab FC, ist ein indischer Fußballverein aus Sahibzada Ajit Singh Nagar im Bundesstaat Punjab. Aktuell spielt der Verein in der ersten Liga, der Indian Super League.

## Erfolge
- I-League: 2022/23  ▲
- Punjab State Super Football League: 2022/23

## Stadion
Der Verein trägt seine Heimspiele im Jawaharlal Nehru Stadium in Delhi aus. Das Stadion hat ein Fassungsvermögen von 60.000 Personen.

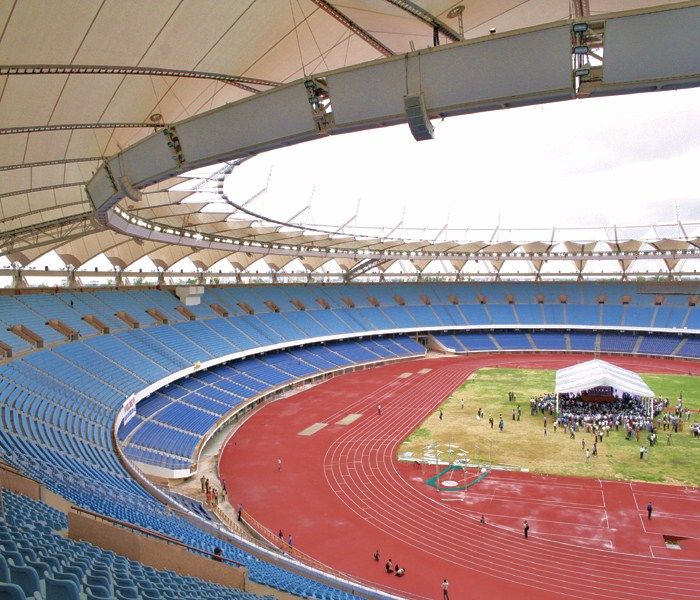
Jawaharlal Nehru Stadium

## Trainerchronik
| Trainer          | Nation         | von            | bis            |
| ---------------- | -------------- | -------------- | -------------- |
| Curtis Fleming   | Irland England | 1. August 2020 | 23. April 2021 |
| Ashley Westwood  | England        | 21. Juli 2021  | 23. März 2022  |
| Ed Engelkes      | Niederlande    | 23. März 2022  | 31. Mai 2022   |
| Staikos Vergetis | Griechenland   | 8. August 2022 |                |